# Eleição presidencial na Argentina em 2003
Nas eleições presidenciais argentinas de 2003, o peronista Néstor Kirchner ,candidato da Frente para a Vitória, foi eleito presidente da Argentina para o período 2003-2007.  
As eleições foram atípicas: Kirchner terminou o primeiro turno em 2° lugar, com 22,25% dos votos, mas contou com a desistência do primeiro colocado, o ex-presidente Carlos Menem, a 4 dias antes do segundo turno, para sagrar-se presidente da Argentina. 
Depois das eleições, o presidente interino Eduardo Duhalde renunciou, razão pela qual o presidente Kirchner completou entre maio e dezembro o mandato 1999-2003 iniciado por Fernando da Rúa, para depois iniciar seu mandato de quatro anos, a partir de 10 de dezembro de 2003.
As eleições acabaram com uma severa crise política e institucional que assolava a Argentina desde o Corralito, a crise econômica que resultou a uma diminuição de -4,4% do PIB em 2001 e -10,9 em 2002.  
A eleição também marcou o começo do Kirchnerismo, força política que governaria o país até 2015 e que se tornaria hegemônica dentro do Peronismo. Até o presente momento, esta foi a última vez onde a chapa vencedora não teve uma mulher como presidente ou vice-presidente. 

## Regras
As regras eleitorais seguiram as normas na reforma constitucional de 1994 que estabeleceu o voto direto para presidente e a realização de um segundo turno se nenhum candidato obtivesse 45% dos votos ou 40% dos votos e 10 pontos a mais que o segundo colocado. Além disso, a reforma estabeleceu a possibilidade de uma reeleição imediata.   

## Contexto
As eleições tiveram uma importância especial porque foram as eleições presidenciais realizadas após a crise econômica, social e política de 2001 que tinha fez desmoronar as reputações dos partidos políticos, o que criou o grito de "que se vão todos".
Como consequência da crise de confiança, os partidos políticos tradicionais apresentaram mais de uma candidatura. Três figuras de origem peronista (Carlos Menem, Néstor Kirchner e Adolfo Rodríguez Saá) e outras três de origem radical (Ricardo López Murphy, Elisa Carrió e Leopoldo Moreau), apresentaram-se como candidatos de novas alianças, não deixando espaço para candidaturas de outras correntes políticas. 
O eleitorado mostrou-se fragmentado e cinco candidaturas obtiveram entre 25% e 14%, a cada um. A União Cívica Radical por sua vez sofreu um declínio eleitoral recebendo apenas 2.34% dos votos e terminando em sexto. As demais forças não superaram o 2% dos votos, e a participação foi de 78.21%.

## Resultados
Menem ganhou em doze das 24 províncias e distritos eleitorais (Catamarca, Chaco, Córdoba, Corrientes, Entre Ríos, La Pampa, La Rioja, Misiones, Salta, Santa Fé, Santiago del Estero e Tucumán), Kirchner ganhou em oito (Buenos Aires, Chubut, Formosa, Jujuy, Neuquén, Rio Negro, Santa Cruz e Terra do Fogo, Antártida e Ilhas do Atlántico Sul), Rodríguez Saá ganhou em três (Mendoza, San Juan e San Luis) e López Murphy venceu na Capital Federal.